# Port de Palma
Port de Palma (kastilisch Puerto de Palma de Mallorca) ist der Hafen von Palma, der Hauptstadt der spanischen Insel Mallorca und der autonomen Gemeinschaft der Balearischen Inseln. Von hier aus operieren die Fährunternehmen Baleària und Trasmediterránea.

## Lage und Beschreibung
Der Hafen befindet sich an der Westseite der Badia de Palma („Bucht von Palma“) im Südwesten Mallorcas. Nach Süden wird er durch den Dic del Oest („Westdeich“) von der offenen See des Mittelmeeres abgeschirmt. Im Nordosten übernimmt diese Funktion die „Alte Mole“, hinter der sich im Norden der Hafenanlagen der Yachtclub, der Real Club Náutico de Palma, befindet. Ihm schließt sich nach Südwesten eine Mole für Ausflugsboote und der Yachthafen an.
Südlich unterhalb des Yachthafens befindet sich die Moll de Paraires („Wollarbeitermole“) mit dem Fährterminal. Von hier verkehren die Linienschiffe zum spanischen Festland und zu den Nachbarinseln. Die sich anschließende Moll de Ponent („Westmole“) dient als Anlegestelle für Kreuzfahrtschiffe. Sie wurde bis Sommer 2012 um 380 Meter verlängert, was es fünf statt vorher drei mehr als 300 Meter langen Kreuzfahrtschiffen ermöglicht, gleichzeitig festzumachen.
Im Südwesten des Port de Palma liegt die kleine Bucht Cala de Porto Pí. Die Einfahrt wird beidseitig durch zwei Türme markiert, dem Leuchtturm Torre de Porto Pi und dem älteren Torre de Pareires, dessen Fundamente aus römischer Zeit stammen. In dem ehemals natürlichen Hafenbecken der Bucht wurde der heutige Militärhafen erbaut. An der Landzunge der südöstlichen Seite der Cala de Porto Pí beginnt der Dic del Oest, der mehrere hundert Meter ins Meer reicht und an dem weitere Anlegestellen für Kreuzfahrtschiffe bestehen.

## Geschichte
Schon aus der Zeit der maurischen Herrschaft über Mallorca sind erste Hafenanlagen unterhalb der Altstadt und bei Porto Pí bekannt. Bis zum Anfang des 19. Jahrhunderts wurden kaum Veränderungen am Hafen von Palma vorgenommen. Seitdem baute man ihn ständig den Anforderungen entsprechend aus.
Bis über die Mitte des 20. Jahrhunderts wurde der Großteil des Schiffs- und Warenverkehrs an der alten Mole unterhalb der Kathedrale Sa Seu abgewickelt. Große Passagierschiffe konnten dort nicht festmachen. In den 1950er Jahren entstanden unter Leitung des Ingenieurs Gabriel Roca Pläne zur Hafenerweiterung. Der Ausbau umfasste den Dic del Oest, die Moll de Paraires und die Moll de Ponent. Die offizielle Einweihung des Westhafens erfolgte am 24. Juli 1961.

## Fährverbindungen
- Palma – Barcelona
- Palma – Dénia (über Eivissa)
- Palma – Formentera
- Palma – Eivissa (Ibiza)
- Palma – Maó (Mahón)
- Palma – València